# زنبورماهیان
زنبورماهیان(نام علمی: Apistidae) نام یک تیره از راسته عقرب‌ماهی‌سانان است.